# Citadelle de Belfort
Pour l’article homonyme, voir Belfort (homonymie).
La citadelle de Belfort est une citadelle et des fortifications du XVIIe siècle et terminée au XIXe siècle par les ingénieurs militaires Haxo et Séré de Rivières, à Belfort dans le Territoire de Belfort en Bourgogne-Franche-Comté.
Elle est un haut-lieu historique stratégique militaire défensif, de la place fortifiée de Belfort, des fortifications de l'Est de la France, de la ceinture de fer et des villes fortifiées par le maréchal de France Sébastien Le Prestre de Vauban. Son statut de forteresse « imprenable » de la trouée de Belfort, est commémoré au XIXe siècle par le monument du Lion de Belfort du sculpteur Auguste Bartholdi et au XXe siècle par le Monument des Trois sièges de Belfort, commencé par Auguste Bartholdi et achevé après sa mort par les sculpteurs Louis Noël et Jules Déchin.
La citadelle fait l’objet de multiples protections aux monuments historiques : un classement le 23 octobre 1907 (porte Brisach) modifié par un classement le 20 août 1913, un classement le 6 mars 1923 (Ouvrages avancés : bastion avancé B, murs extérieurs et couverture du bastion, mur du rempart et sa couverture allant du bastion B à la porte de Brisach, mur du rempart et sa couverture allant de la porte de Brisach au château, fossés qui complètent le système de défense du XVIIe siècle), une inscription le 13 août 1993 (canal usinier recouvert) et d'un classement le 29 avril 1997 (Ensemble des ouvrages constituant le château et ses fortifications).
Le 18 septembre 2020, la citadelle a été désignée « monument préféré des Français » au cours de l'émission de  France 3 Le monument préféré des Français, à l'occasion des Journées européennes du patrimoine.

## Situation stratégique : La trouée de Belfort
La Citadelle de Belfort surplombe la ville depuis un promontoire rocheux calcaire dressé au milieu de la trouée de Belfort. Elle comprend, outre l'ensemble, un important dispositif de fortifications et de fossés.
Le Territoire de Belfort est une zone géographique et un seuil (géographie) stratégique militaire « verrou défensif » lors des nombreuses guerres d'invasions entre la France et l'actuelle Allemagne (Siège de Belfort de l'Histoire du Territoire de Belfort), située entre le massif des Vosges, le massif du Jura, la plaine haut-saônoise, le bassin du Doubs, la plaine d'Alsace, entre anciens pays germaniques, Alsace, Allemagne, Suisse, et France.
Cette zone est un lieu de passage pour les hommes depuis la préhistoire, ce qui explique la richesse archéologique de ce territoire. À l'époque romaine, deux voies traversent la région dont celle passant par le site de Mandeure et citée par la table de Peutinger.

## Histoire architecturale de la citadelle

### Le château médiéval
La première attestation du château fort du Comté de Belfort date de 1226, et se trouve dans le traité de Grandvillars. Le site actuel était déjà occupé par le château fort de Belfort-sur-la-Roche, qui faisait face au château de Montfort, qui fut par la suite abandonné.
L'architecture médiévale de ce château est connue par une représentation du XVIe siècle. Il est composé d'une tour ronde et d'un logis seigneurial fortifié. L'habitat est situé sur le bord de la falaise (côté ouest) qui lui sert de défense naturelle. Le côté est est défendu par deux murs et un fossé. Le côté nord forme une excroissance vers la tour des Bourgeois. Celle-ci est, avec le grand souterrain (qui a été transformé par Vauban), le seul vestige médiéval présent dans la citadelle. Cette tour a été construite sous l'impulsion de Jeanne de Châlon-Montbéliard, (fille du comte de Belfort, Renaud de Bourgogne) pour servir de poste avancé au château.
Un plan de la ville, et du château médiéval, est relevé par le futur général Alexis Papuchon, en 1889, et légèrement corrigé à la suite des fouilles archéologiques de l'INRAP de 2013.

### Les fortifications du comte de la Suze
L’essor de l’artillerie et son évolution technologique (boulets métalliques, longue portée) rendent les défenses moyenâgeuses de Belfort et du château obsolètes. Dès 1579, les Habsbourg (Territoires héréditaires des Habsbourg) projettent de fortifier Belfort selon les principes contemporains de fortifications. Celles-ci sont composées de murs plus épais, renforcés de terre pouvant ainsi résister aux tirs. L’idée des bastions en pointe est alors mis en proposé pour résister à l’artillerie. Mais l’absence de crédit empêche son application à Belfort.
Repris par les Français, ces principes seront appliqués par Gaspard de Champagne, comte de la Suze, qui y crée un système bastionné nommé « couronné du comte de la Suze » à l’emplacement du second fossé. Trois bastions protègent alors la citadelle. Celui du nord permet de protéger la zone de la tour des bourgeois.

### Les fortifications de Vauban
S’incluant dans la dynamique des évolutions post médiévales de l’art de la fortification, Vauban (1633-1707), souhaitant diminuer les pertes humaines, révolutionne les arts de la poliorcétique et de la fortification. Trois systèmes de fortification peuvent être déduits à partir des ouvrages réalisés par Vauban. Cependant, il cherche avant tout à s’adapter au terrain.
La conquête de la Franche-Comté et du Saint-Empire romain germanique par la Guerre de Hollande en 1674, rend primordiale la fortification de la région de Belfort, donnant accès à la plaine d’Alsace. Selon le système de double barrière du pré carré de Vauban, Belfort est en seconde ligne derrière Huningue et Neuf-Brisach. Belfort, de simple fortification encore d’essence médiévale, acquiert alors le statut de forteresse royale.
Le projet de fortification de Belfort proposé en 1687, à la suite de la formation de la ligue d'Augsbourg, selon son second système théorique. Ce système est fondé sur la séparation des zones de tir lointain et rapproché en deux enceintes concentriques. L’enceinte extérieure est composée de bastions fortifiés détachés ayant vue sur le terrain. L’enceinte intérieure est dédiée au combat rapproché. Cette enceinte intérieure est formée, des tours 27, 41 et 46.
Vauban adapte le terrain en déplaçant la rivière Savoureuse et s’adapte au terrain en avançant un ouvrage de protection face à la Miotte - il s’agit de la corne de l’Espérance -, et un autre sur les glacis du château.

### Les modifications ultérieures
À la suite de la Révolution française, l’idée de Vauban de fortifier les collines alentour resurgit. Le second traité de Paris ordonne le démantèlement de Huningue et place Belfort en première ligne. Le lieutenant-général du Génie Haxo dirige les modifications de Belfort entre les années 1817 et 1838, date de sa mort. Les travaux finiront en 1842. L’une de ses modifications est la création du camp retranché entre les barres rocheuses de la Miotte et de la Justice.
Alors que la citadelle n’était pas le cœur de la fortification de Vauban, Haxo la renforce et lui donne la première place. Il fait modifier la cour haute et crée les batteries de tir vers les glacis (actuel restaurant et salle basse). Il inclut les fortifications extérieures de Vauban au sein d’une enceinte continue et forme une autre enceinte intermédiaire, donnant à la citadelle sa forme actuelle. Afin de protéger l’accès à la citadelle, il faut construire la casemate actuellement appelée casemate de Denfert-Rochereau et fortifie le pont d’accès. Haxo est aussi à l’origine de deux magasins à poudre et de la construction de la grande caserne, protégée contre les tirs et pouvant accueillir 300 hommes.
L’arrivée de Pierre Philippe Denfert-Rochereau à Belfort modifie peu la citadelle mais voit la construction du fort des Barres protégeant l’accès du chemin de fer et des redoutes des Hautes et Basses Perches.
La dernière étape dans l’histoire de la fortification de la citadelle de Belfort fait suite au départ des forces prussiennes en 1873 et est l’œuvre du général Séré de Rivières. Celui-ci ne modifie pas la citadelle mais fortement le réseau des forts protégeant Belfort et la Trouée.
La citadelle est ainsi un témoignage des multiples évolutions de la conception d'un ouvrage défensif, un autre exemple en Franche-Comté étant le fort de Joux.

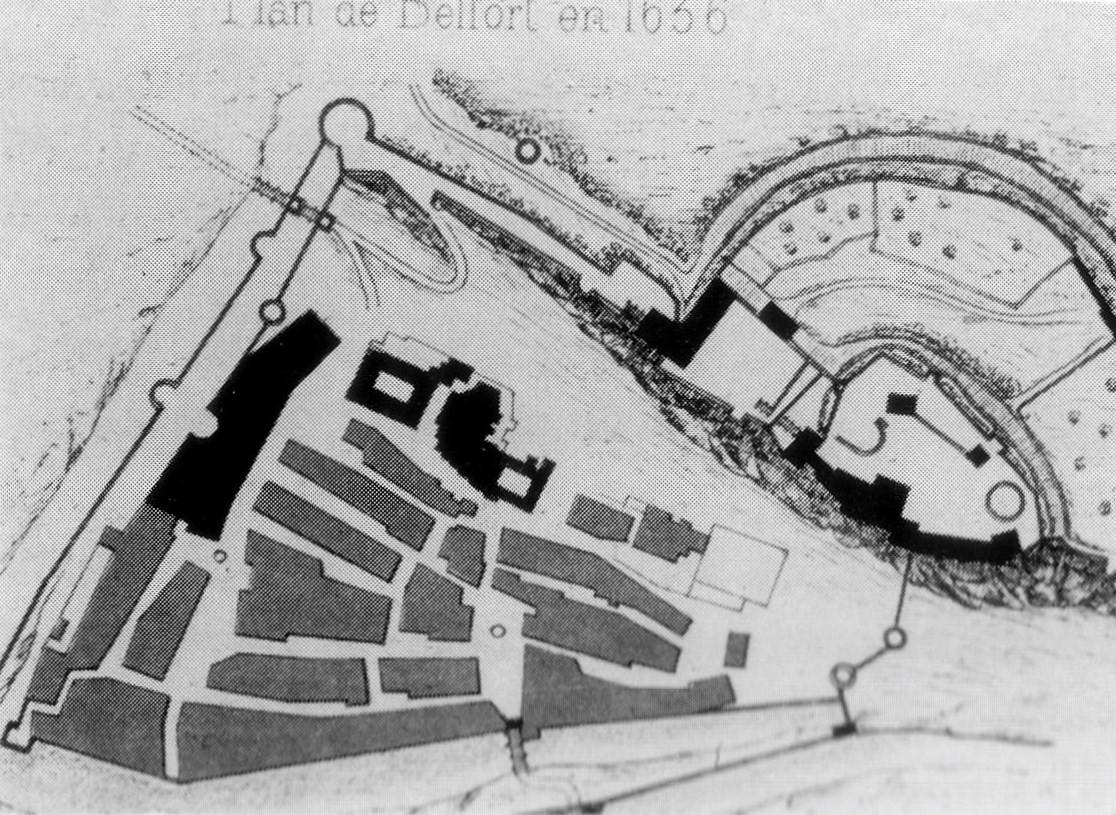
Plan de Belfort en 1636.
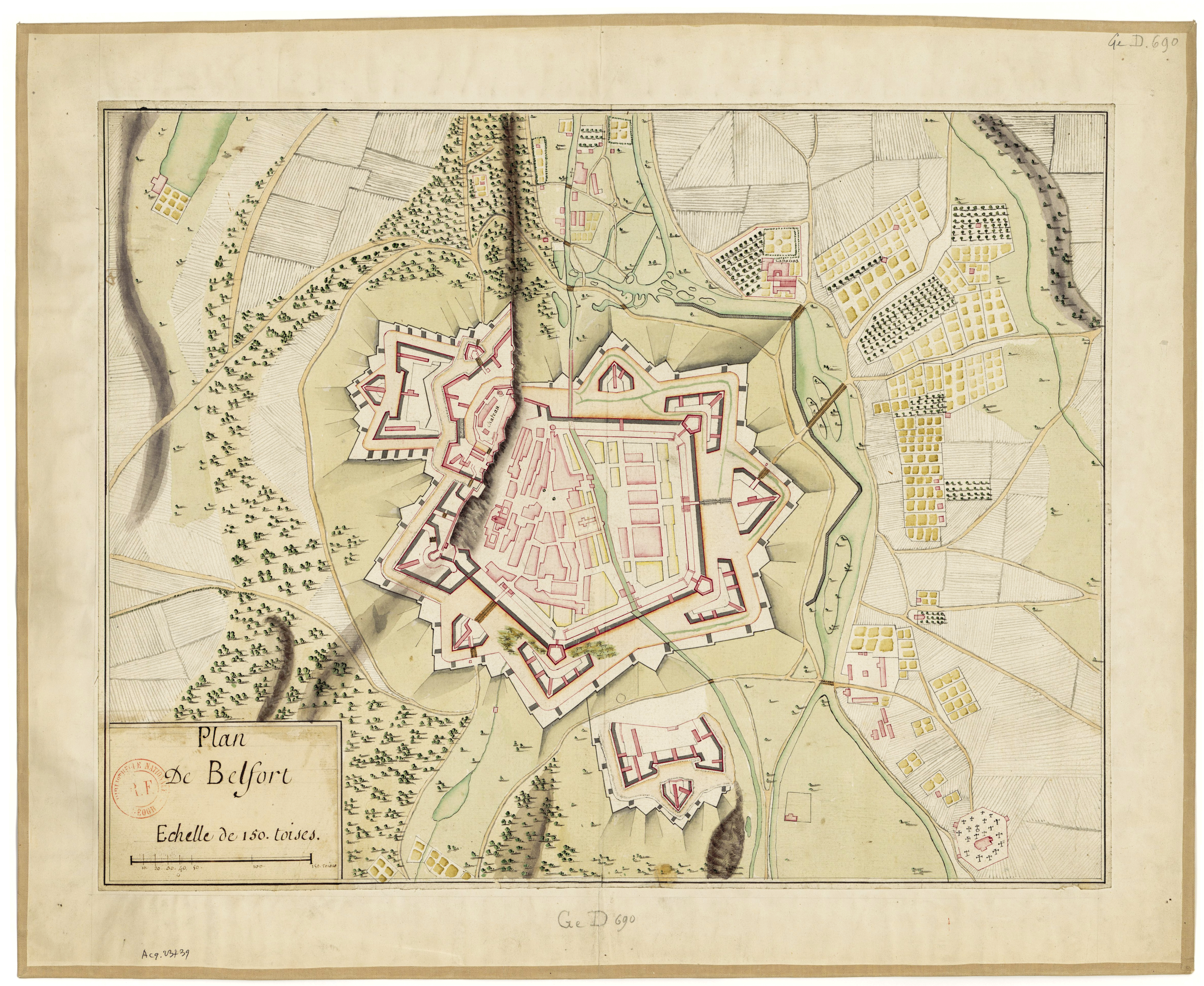
Plan de Belfort en 1750.
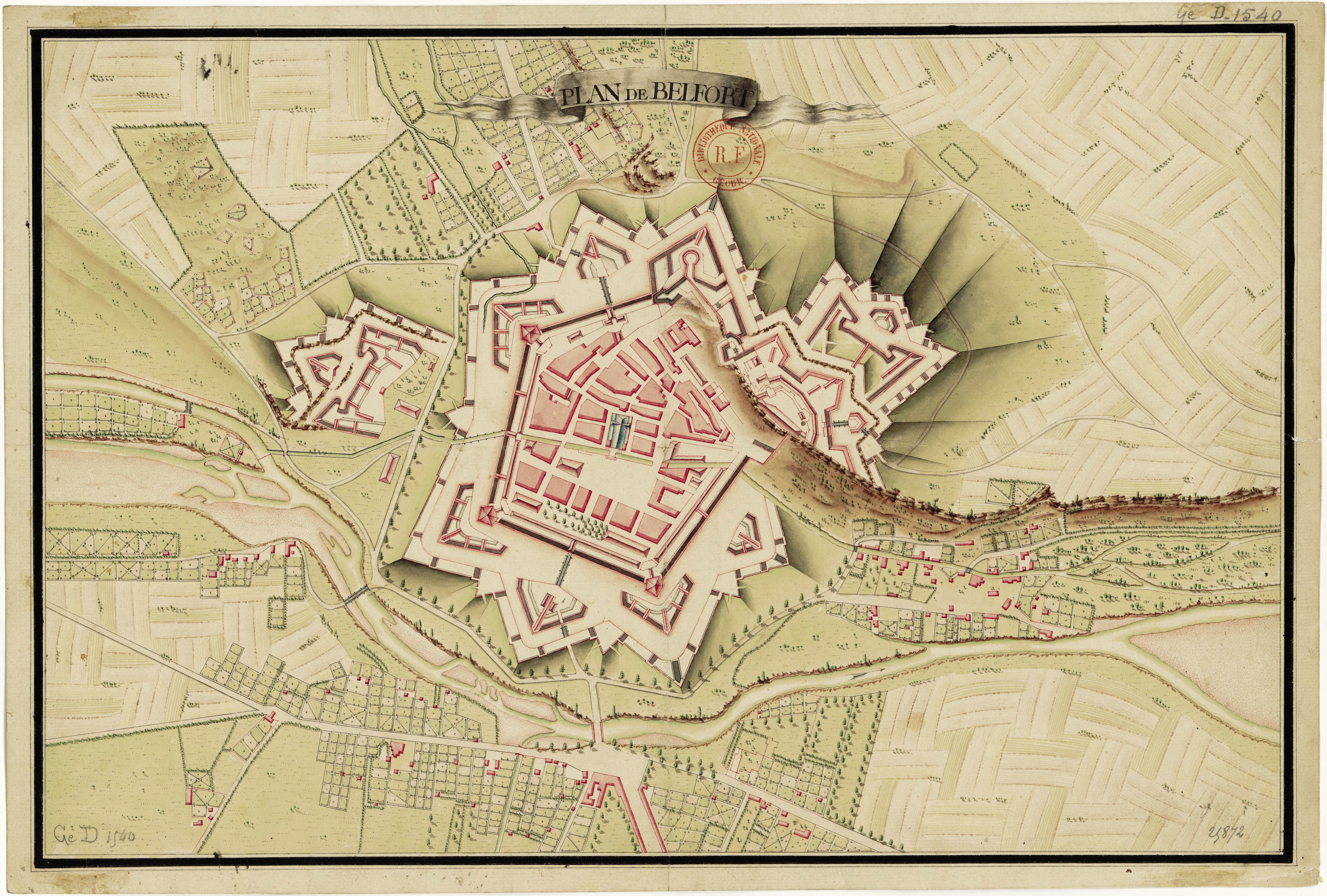
Plan de Belfort en 1780.
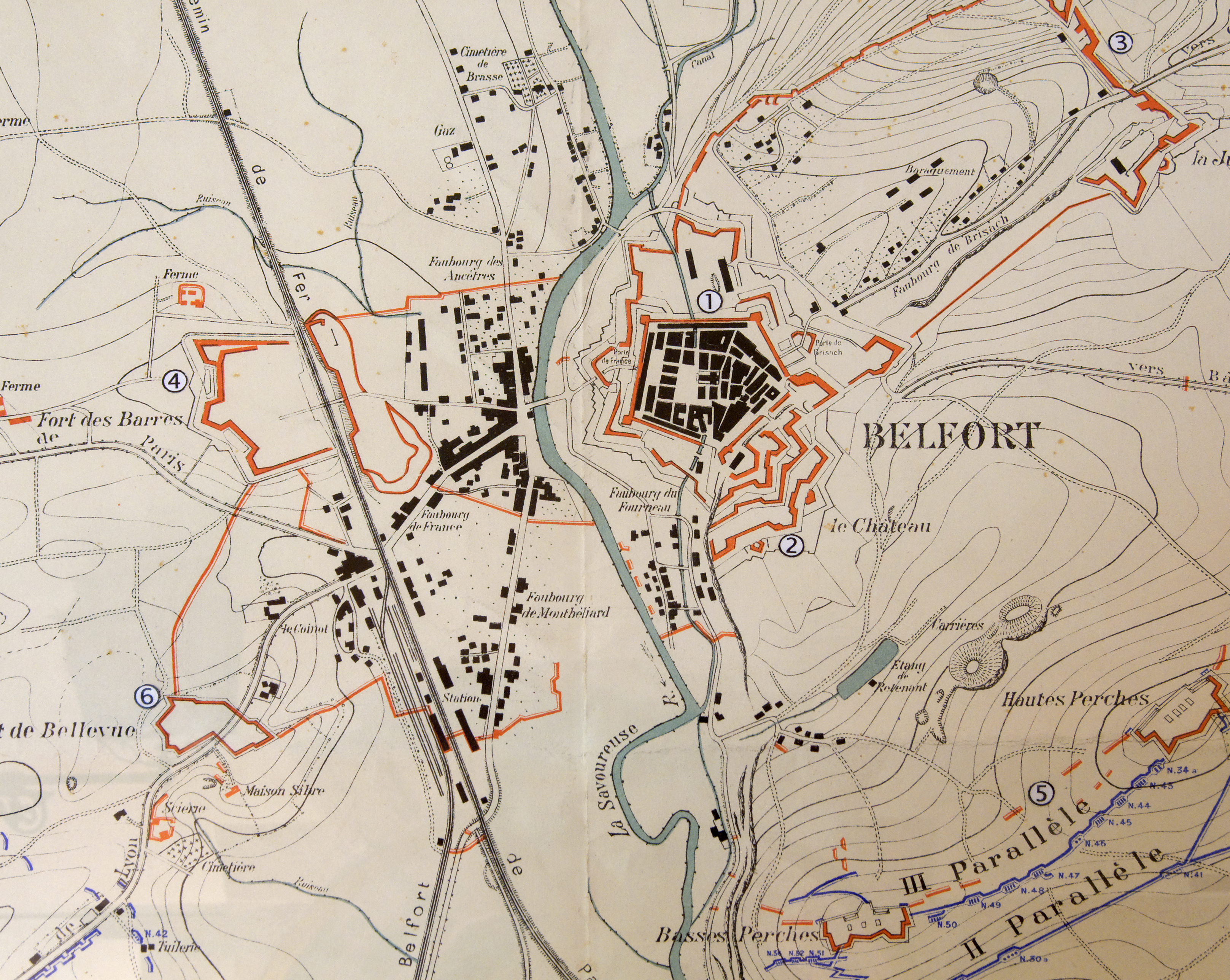
Plan des défenses de la ville en 1870 pendant le siège de Belfort.
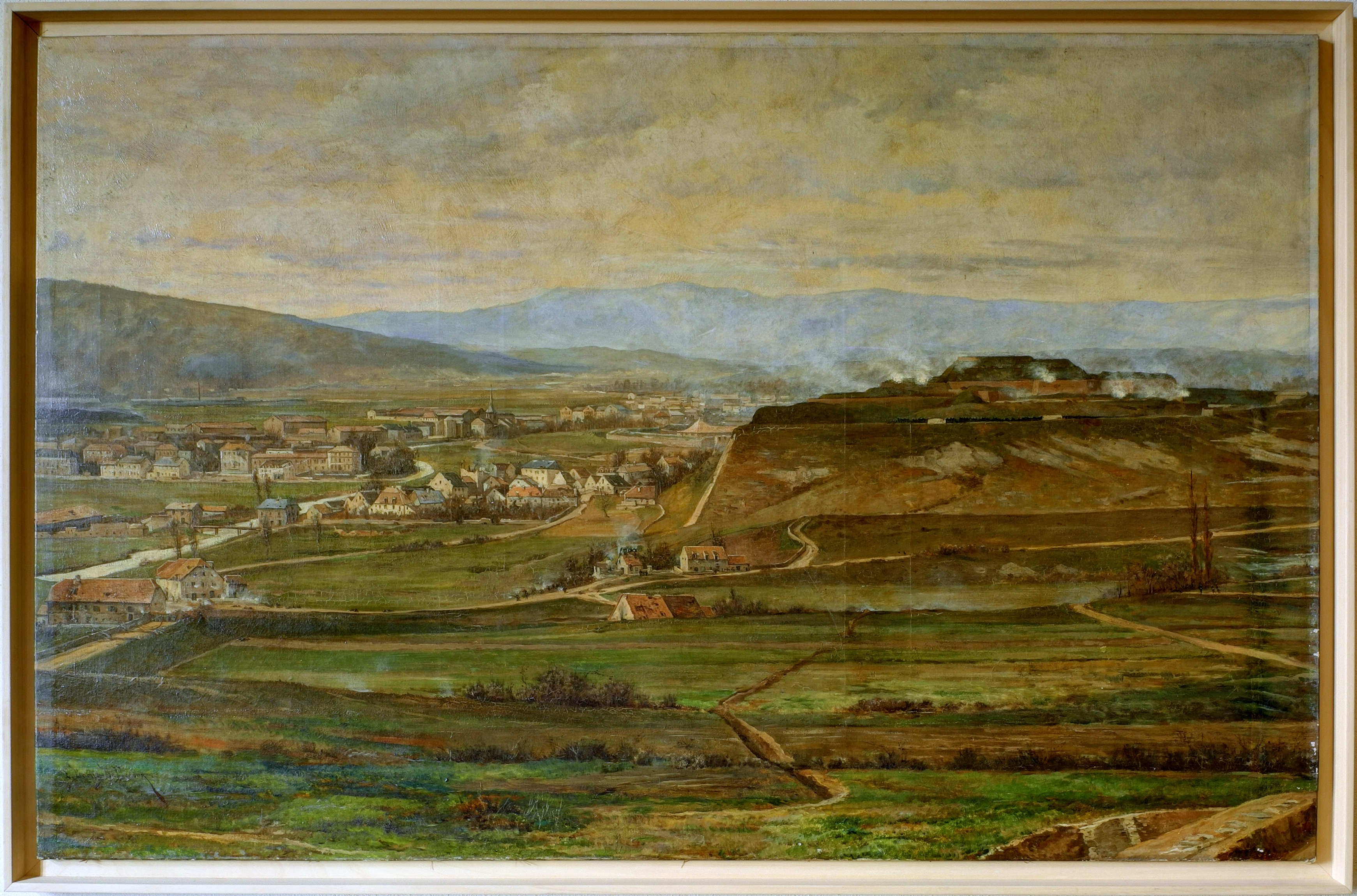
Siège de Belfort de la Guerre franco-allemande de 1870, par Étienne-Prosper Berne-Bellecour.

## Plan de la citadelle

1.	Caserne à l’épreuve, Musée d’Histoire et terrasse panoramique (1826)
2.	Lion de Bartholdi
3.	Grand cavalier, Casemate Haxo (1820)
4.	Grand Souterrain, couvert en 1749
5.	Pont-levis
6.	Poterne (Accès par la ville)
7.	Grand Couronné du Comte de la Suze, parcours découverte (1637-1648)
8.	Batterie Basse Haxo
9.	Magasin à poudre-chapelle
10.	Troisième fossé (1830)
11.	Quatrième fossé (1830)
12.	Corne Vauban (1687)
13.	Tour des Bourgeois (XIIIe siècle)
14.	Casemate Denfert-Rochereau
15.	Parking Bauer

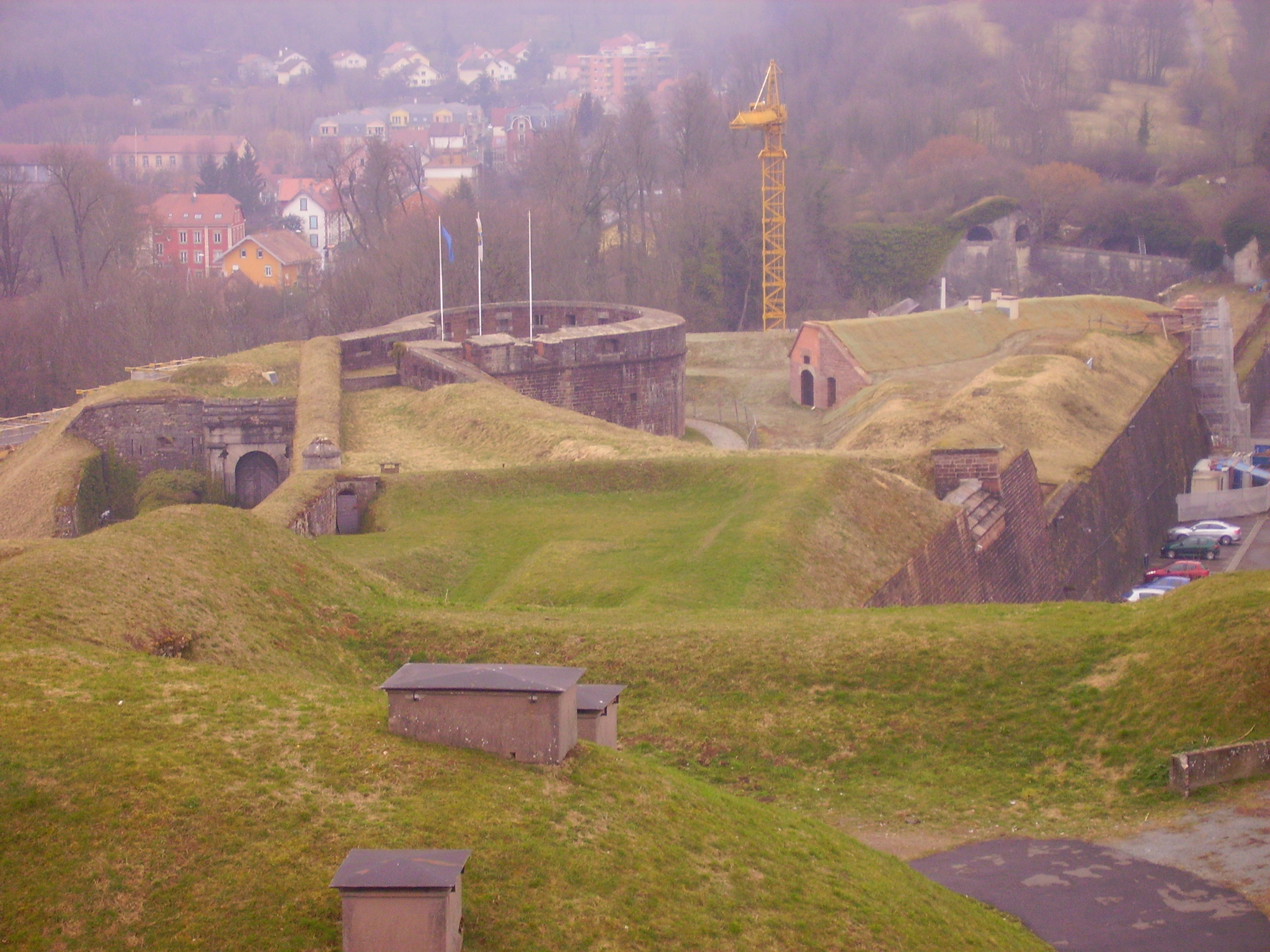
Vue de la tour des Bourgeois depuis la terrasse panoramique. À droite, le parking Bauer.
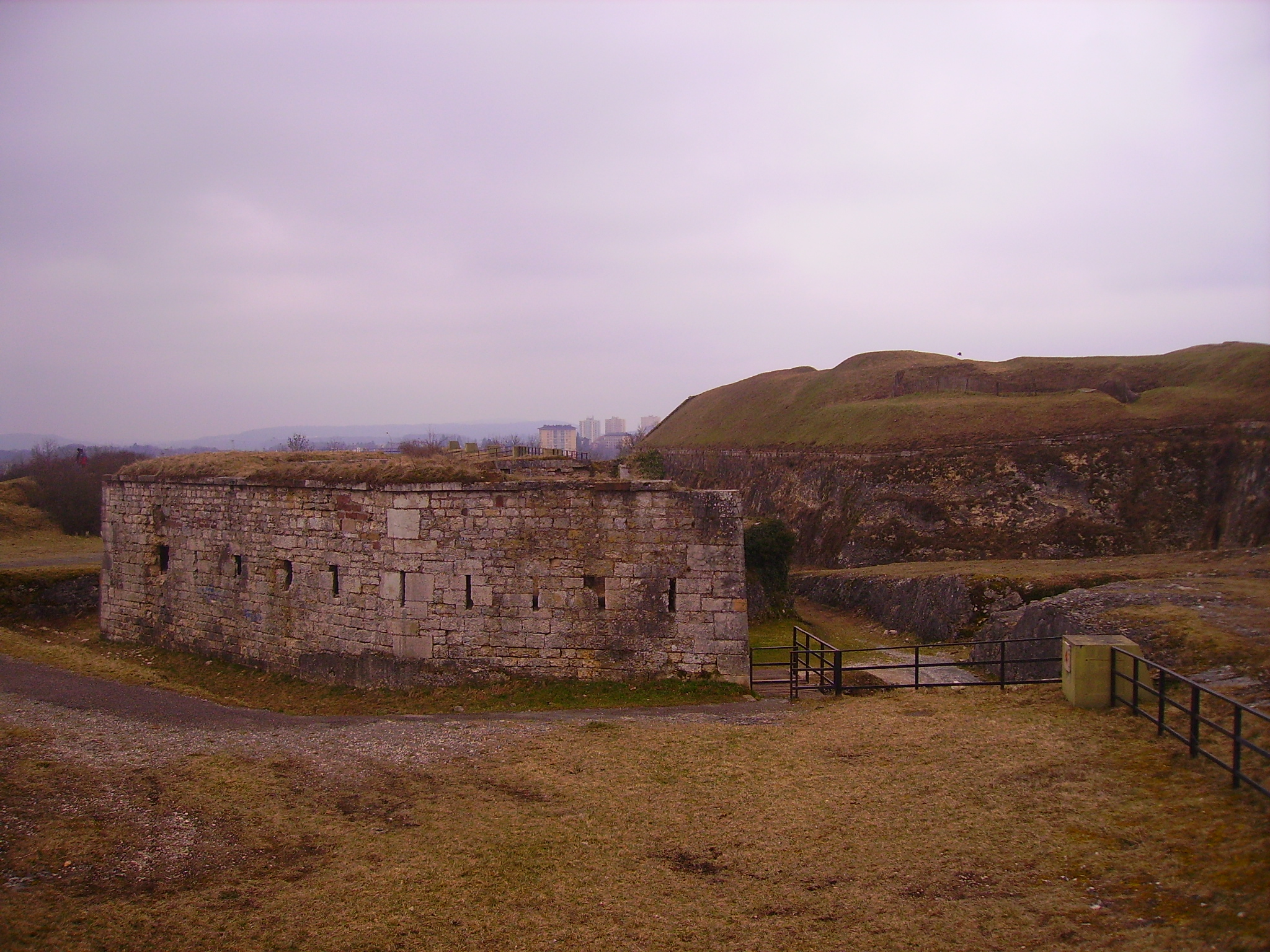
Vue d'une corne Vauban.
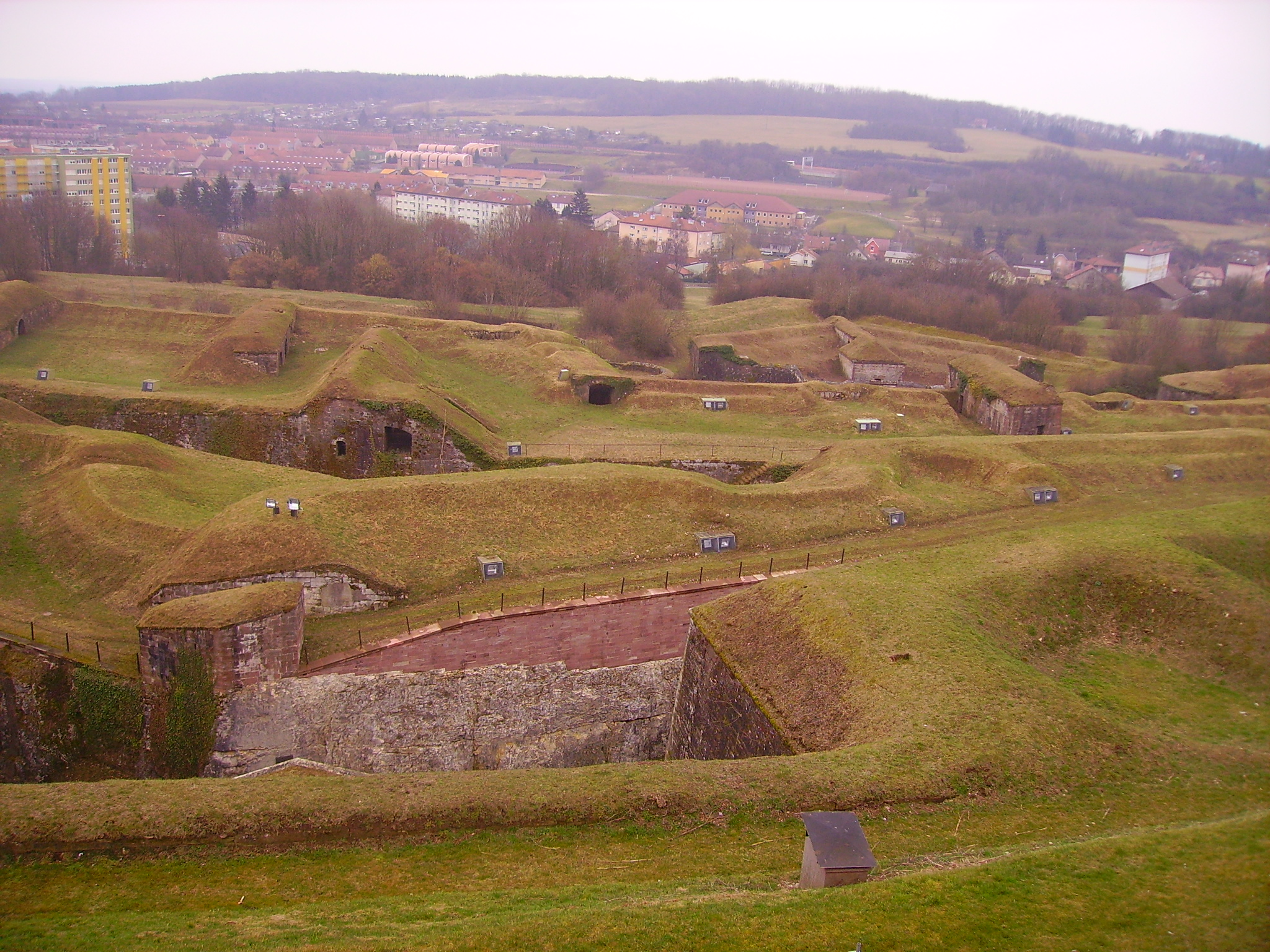
Vue des fortifications depuis la terrasse panoramique. Au premier plan, le Grand Couronné du comte de la Suze.
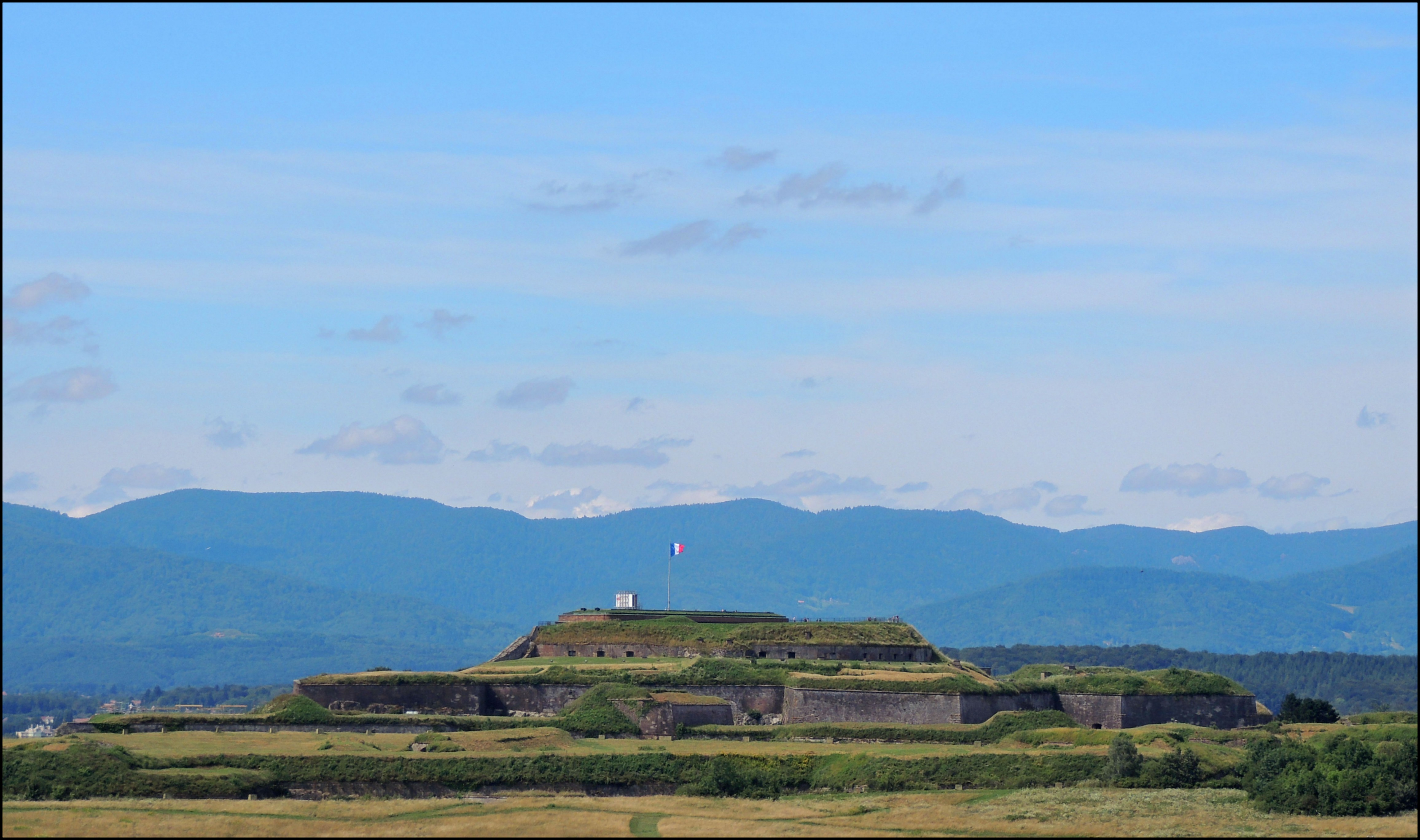
Vue de la citadelle depuis l'arrière.

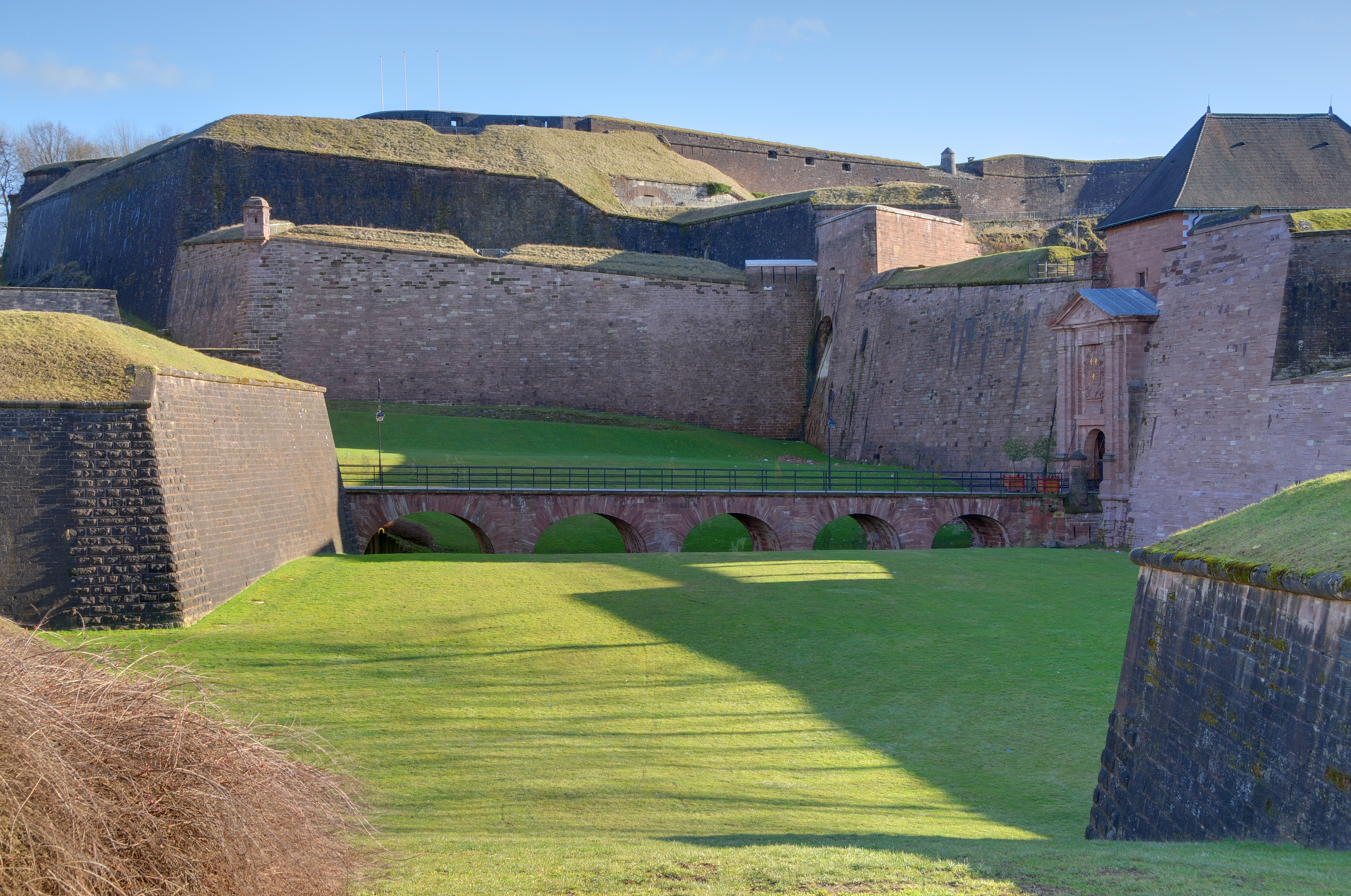
L’accès par les fossés de la ville. Au fond, la casemate Denfert-Rochereau.
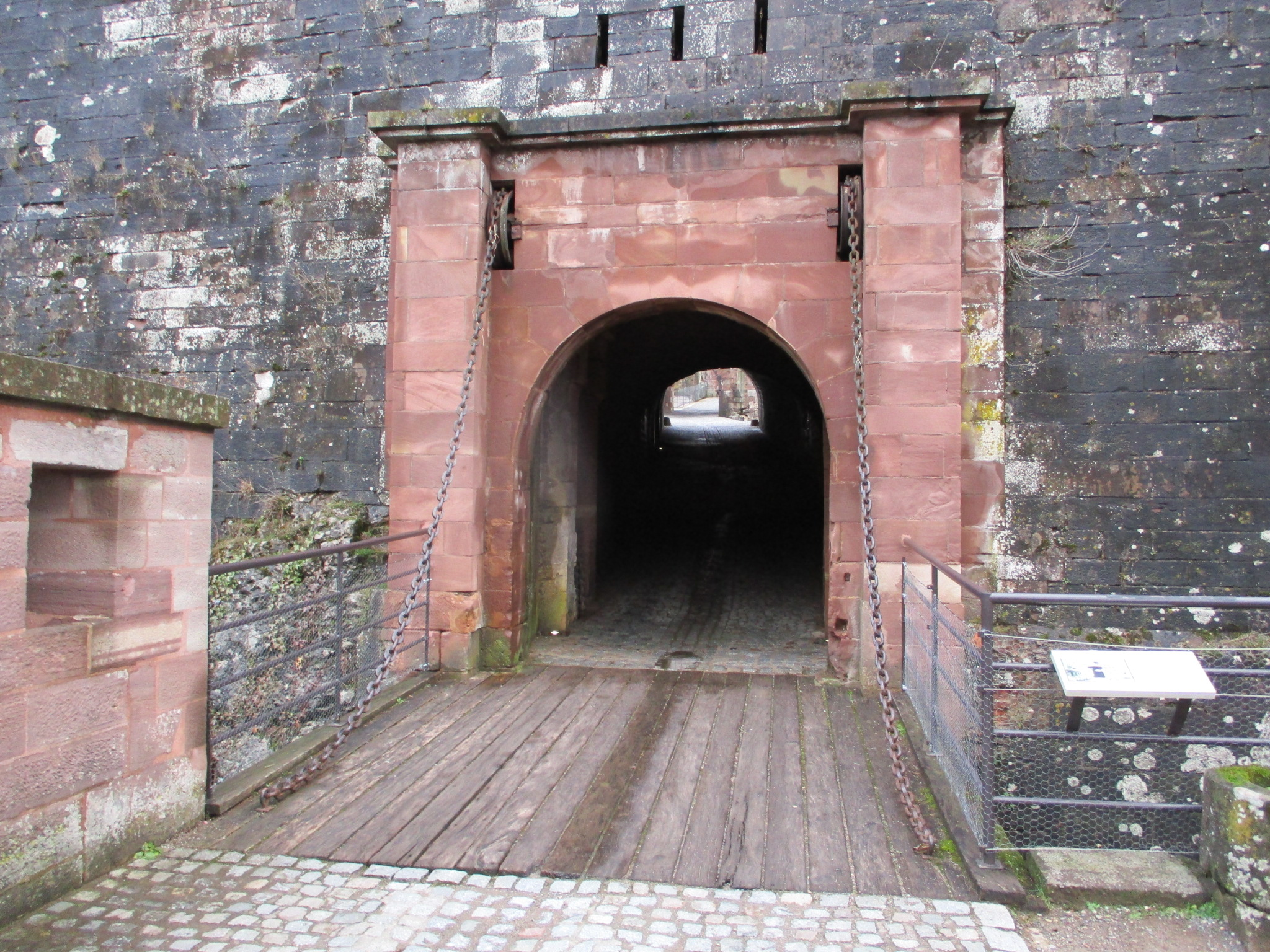
Pont-levis de la citadelle.
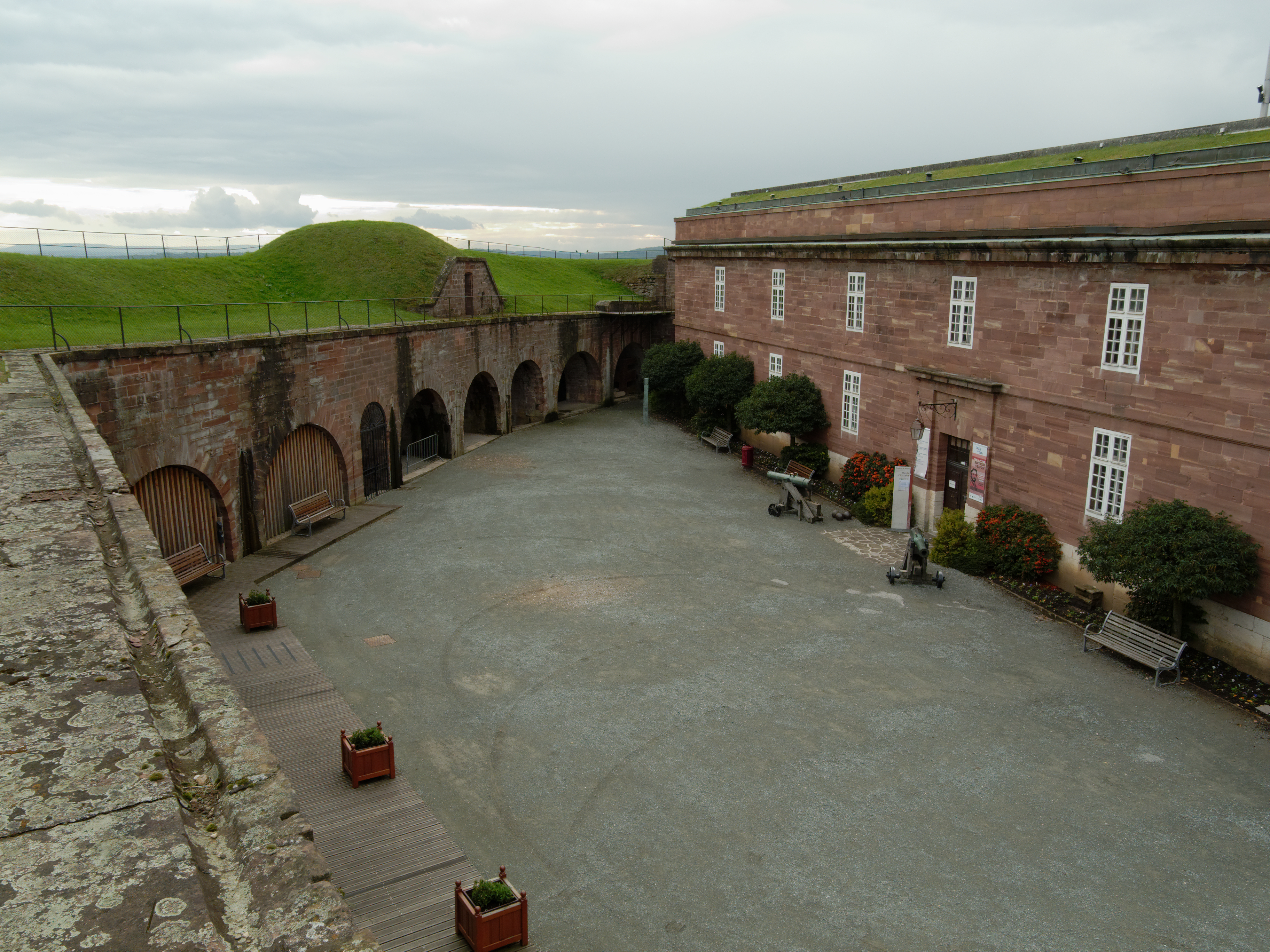
Cour d'honneur de la citadelle et caserne Haxo.
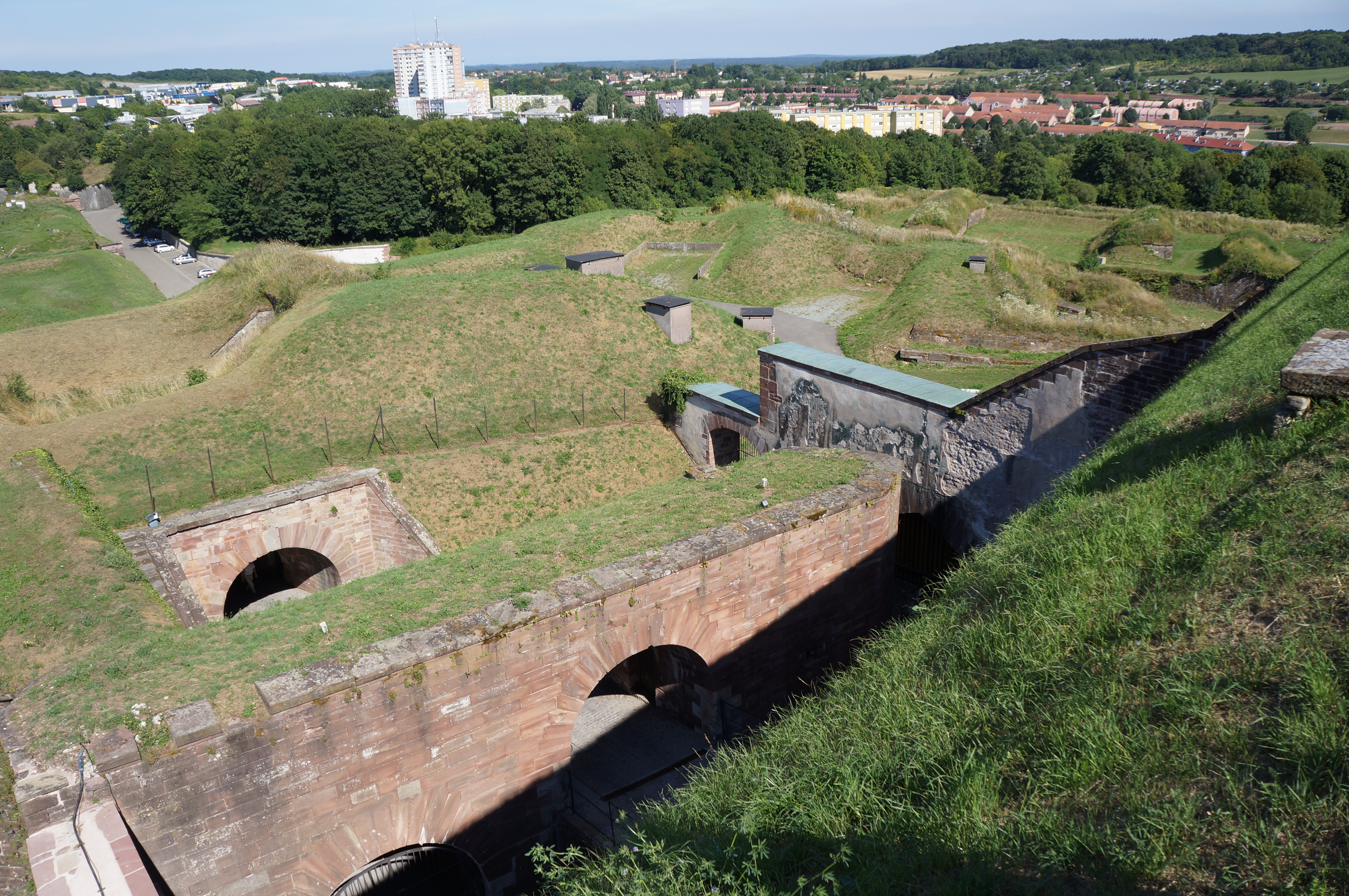
Vue de la montée de la citadelle depuis la terrasse panoramique.

## Une citadelle et des forts
La citadelle de Belfort ne permettait pas à elle-seule de verrouiller la trouée de Belfort et les frontières françaises. À la suite de la seconde prise de la Franche-Comté en 1678, Vauban fortifie Belfort en lien avec la Citadelle de Besançon. Afin de former une frontière efficace, d'autres sites sont fortifiés par celui-ci, dont le Col de Bramont ou Neuf-Brisach.
Afin de protéger Belfort d'une attaque venant de l'Est, Haxo crée le « camp retranché », camp quadrangulaire enchâssé entre la citadelle, le fort de la Justice, le fort de la Miotte, et la Corne de l'Espérance. Les forts de la Justice et de la Miotte étaient reliés par un rempart -le front du Vallon- traversé par une porte (achevé en 1842). Ce camp devait servir de zone de rassemblement pour une armée.
Afin d'éloigner les ennemis de la citadelle même, un principe développé tout particulièrement par Denfert-Rochereau fut de construire des forts limitant les attaques de l'armée adverse sur la ville même.
L'allongement des portées de tir d'artillerie rend ce principe essentiel dans les modifications de Séré de Rivières. Celui-ci construit une série de forts afin d'entourer la ville d'une ceinture de protection. Cette ceinture du système Séré de Rivières s'étend en direction de Montbéliard et du Lomont permettant d’empêcher le contournement de Belfort et de verrouiller la trouée de Belfort. Cet ensemble de fortifications se compose de forts et de batteries.

## Tourisme: La citadelle aujourd'hui

### Le musée d'Histoire
L'ancienne caserne de Haxo renferme le musée d’histoire et d'archéologie de Belfort. Ce musée présente des collections liés à l’histoire du Territoire de Belfort, allant de la préhistoire à l’époque moderne.

### Visite
L’accès au quatrième fossé, à la cour d’honneur et à la terrasse panoramique au sommet de l'édifice est libre à toute saison. Durant la saison estivale, il est aussi possible de visiter l'enceinte de la tour des Bourgeois.
En été, il est aussi possible de visiter le second fossé et le parcours patrimonial du « grand souterrain », fossé médiéval recouvert par Vauban. Cette visite permet de découvrir le système des fortifications, les magasins à poudre et le « grand souterrain ».

### Animations culturelles
À la citadelle prennent place tout au long de l'année de nombreuses animations et événements culturels : Nuit européenne des musées, Journées européennes du patrimoine, Journées nationales de l'archéologie…

### Festival d'histoire vivante
Pour la cinquième année consécutive, les week-end de reconstitution historique prennent place dans l'enceinte de la citadelle. Depuis 2016, ils sont regroupés sous le terme "Festival". Ils accueillent des associations reconstituant des périodes variées.

Reconstitutions historiques à la citadelle de Belfort.
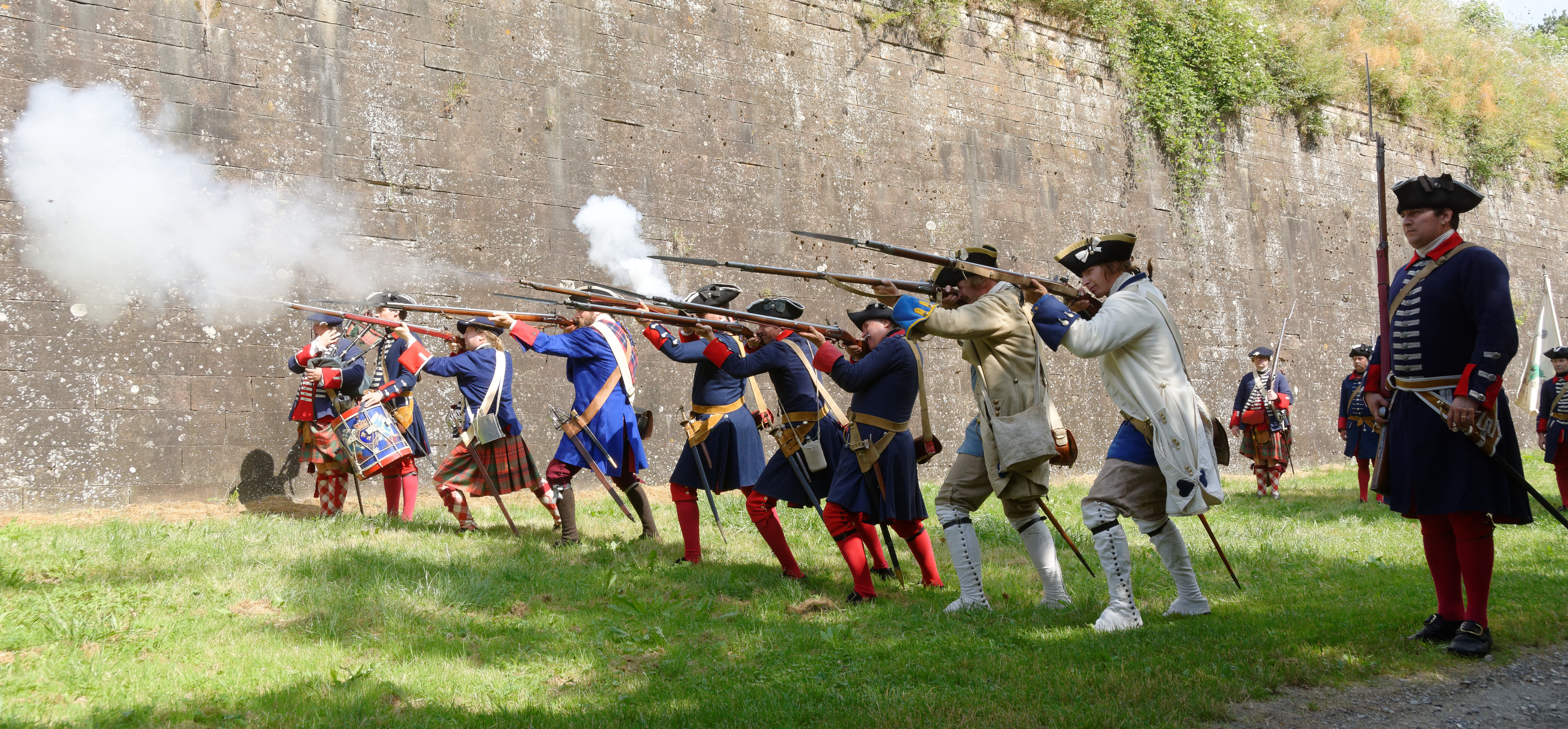
Manœuvres à pied et tir, tenues du XVIIIe siècle.
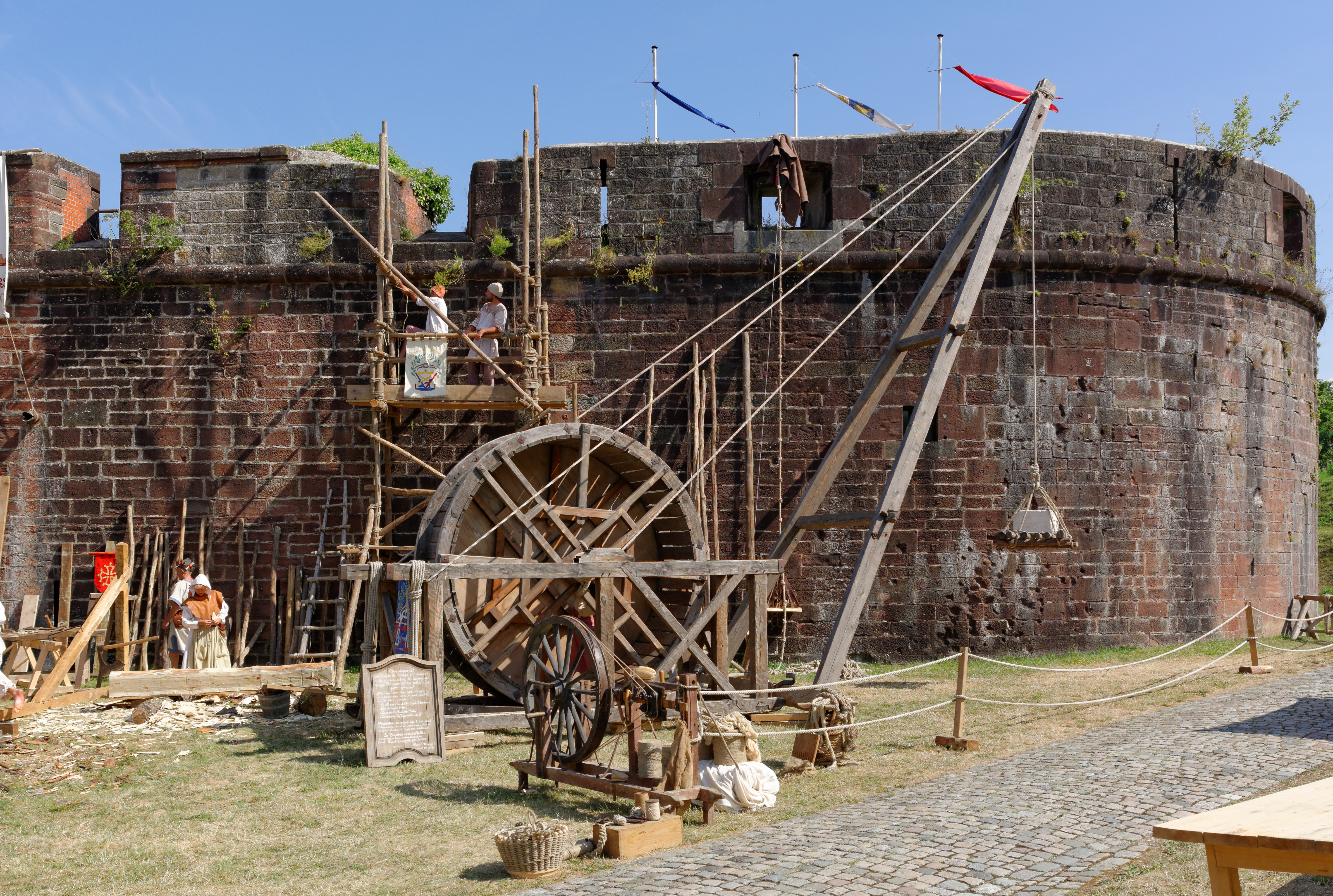
Grue médiévale.
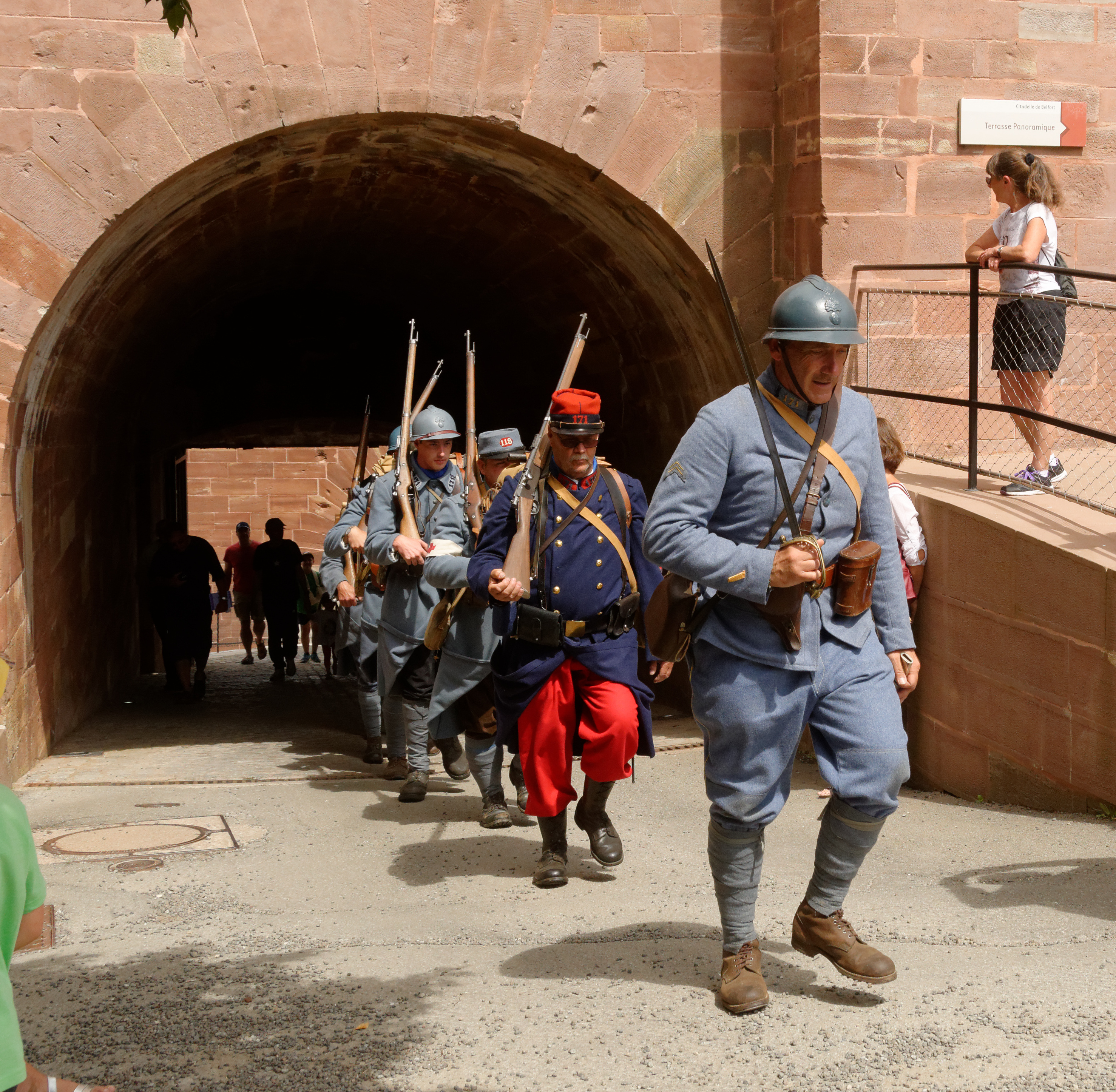
Première guerre mondiale.
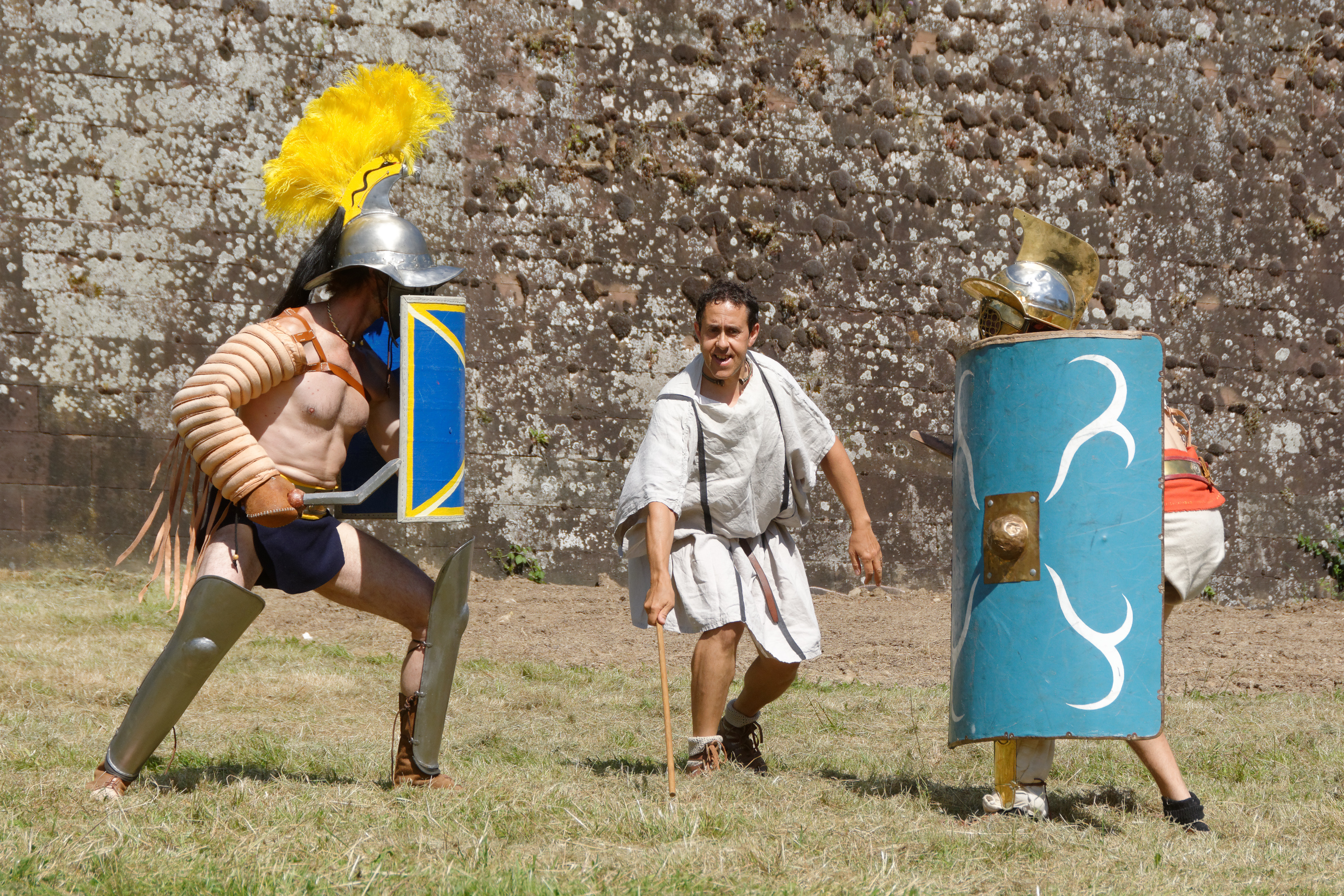
Gladiateurs.

## Anecdotes
- La photo dite du fusillé souriant a été prise dans le quatrième fossé (en réalité un simulacre d'exécution destiné à faire parler le résistant Georges Blind)
- Le 21 novembre 1944, le lieutenant Martin est tué pour la libération de Belfort dans son char d'assaut américain M4 Sherman, le Cornouailles, sur la colline de la Miotte. Un char similaire est présenté à l'entrée de la citadelle et la tourelle originale dans le parcours découverte.
- Ce parcours contient une plaque commémorative rendant hommage au clan scout Guy de Larigaudie dont onze membres sur vingt-quatre sont morts pour la France et qui fut le seul clan scout décoré à titre collectif de la médaille de la Résistance.

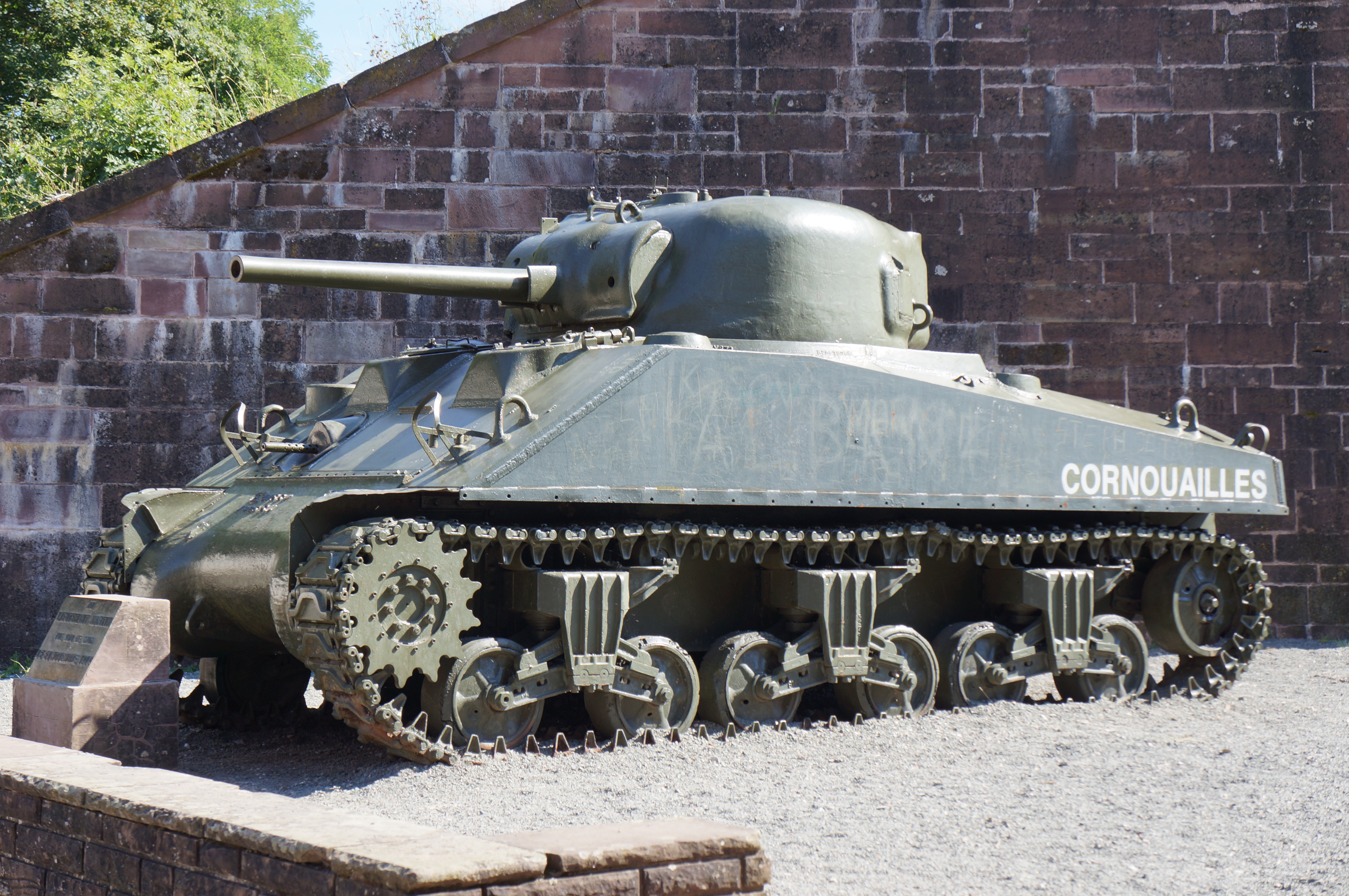
Char d'assaut américain M4 Sherman présenté dans la citadelle de Belfort et similaire à celui du lieutenant Martin en 1944.
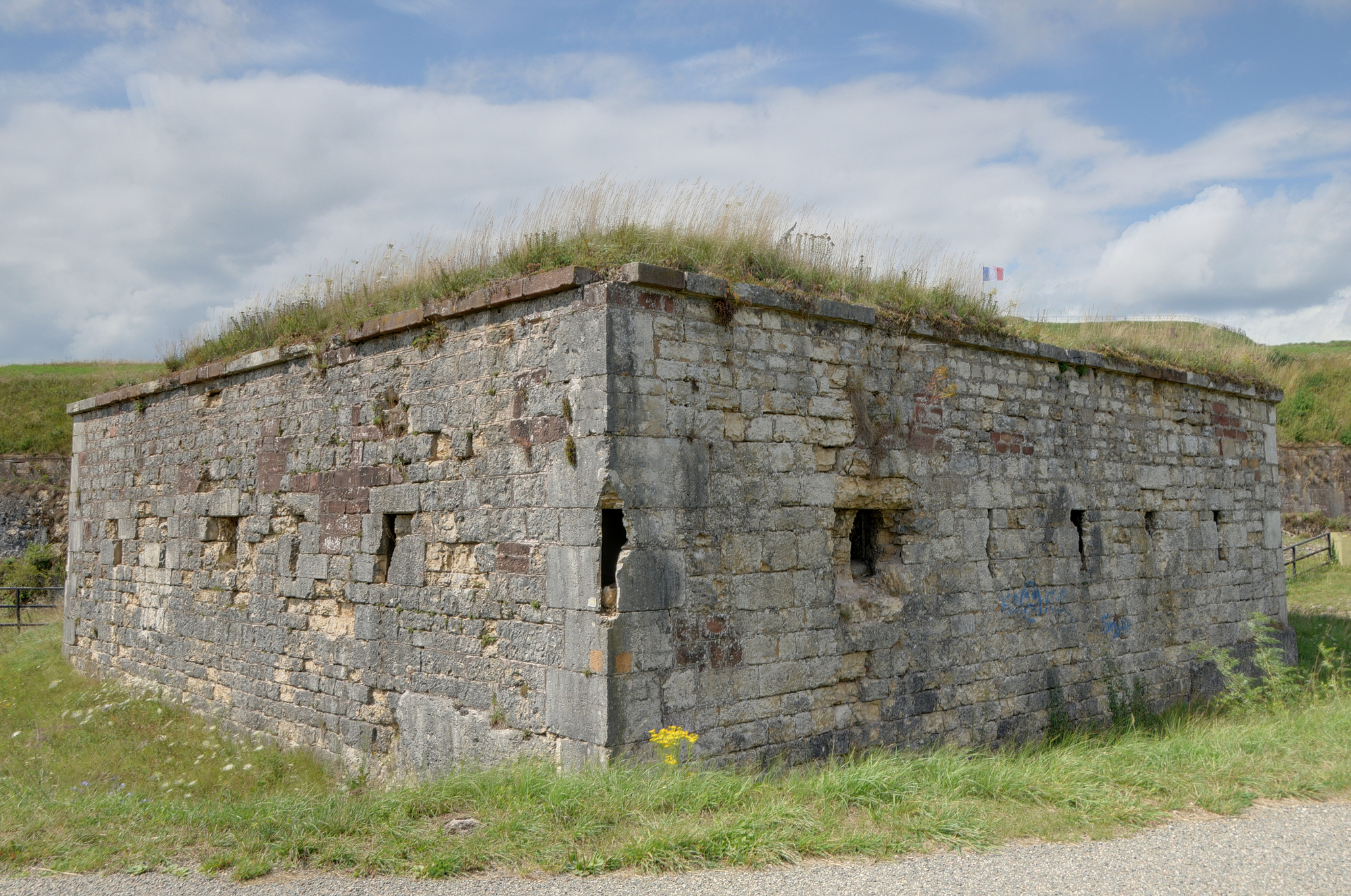
Lieu de prise de la photo du « fusillé souriant ».